# یوشیدا کیوناری
یوشیدا کیوناری ژاپنی: 吉田 清成؛ ۲۱ مارس ۱۸۴۵ – ۳ اوت ۱۸۹۱)  سامورایی، دیپلمات از اهالی قلمروی ساتسوما بود.